# Vitória (Brasil)
Vitória (en español: Victoria) es la capital del estado de Espírito Santo, en la región Sudeste de Brasil. Se localiza en una pequeña isla dentro de una bahía donde varios ríos desembocan al mar. Fundada en 1551, cuenta con una población de 359 555 habitantes y un área urbana de 105 km². La altitud promedio de la ciudad es de solo tres metros sobre el nivel del mar. En 2013 las Naciones Unidas calificaron a Vitória como la cuarta mejor capital para vivir en el Brasil, considerando los servicios de salud, educación y los proyectos sociales para protección del ambiente. Vitória es el centro de la Gran Área Metropolitana de Vitória, que aglutina al menos 1 935 483 de habitantes. Vitória está principalmente conurbada con la ciudad de Vila Velha a través de numerosas obras de infraestructura, entre la que se destaca el puente Darcy Castello de Mendonça.

## Economía
La economía de Vitória está basada en la industria, pero también en la actividad portuaria, contando con un total de tres puertos, por lo que desempeña un papel fundamental para la región en la exportación de productos locales (agrícolas e industriales). La ciudad posee dos grandes puertos: el puerto de Vitória y el puerto de Tubarão.

## Historia

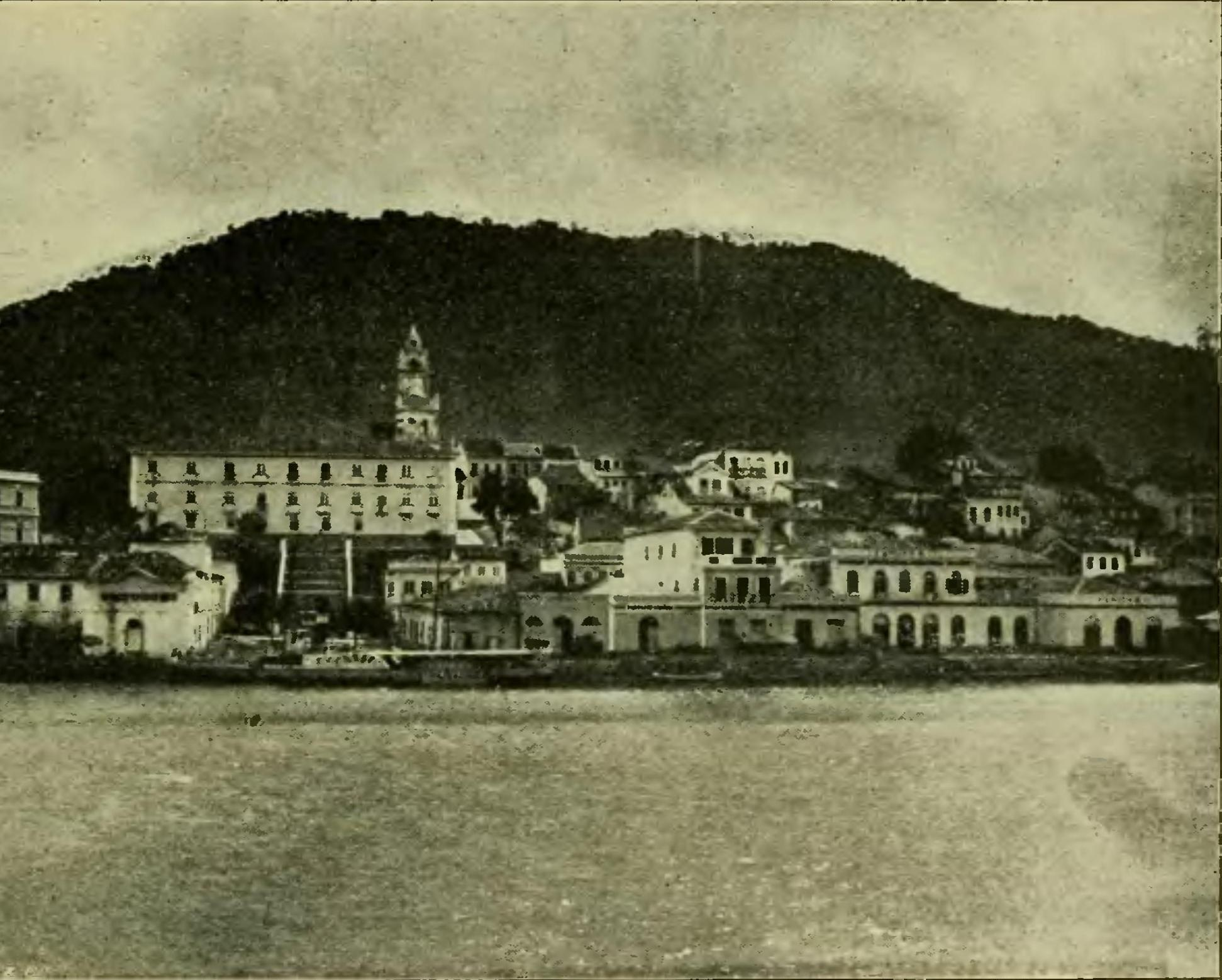
La ciudad de Vitória en 1903.

El rey de Portugal, Juan III, dividió las tierras de Brasil en capitanías hereditarias, correspondiendo a la capitanía del Espíritu Santo al fidalgo Vasco Fernandes Coutinho, que tomó posesión el 23 de mayo de 1535, instalándose en la falda del morro da Penha, en Vila Velha. Explorando la región, los portugueses buscaron un lugar más seguro para resguardarse de los ataques de los indígenas y extranjeros (neerlandeses y franceses). Avistaron así, la bahía de Vitória y, contornando la isla, se asentaron en actual barrio Santo Antônio.
En 8 de septiembre de 1551 los portugueses vencieron en feroz batalla a los indios goitacazes y, entusiasmados por su victoria, llamaron al lugar Ilha de Vitória (isla de Victoria).
La isla fue poblada poco tiempo después de la llegada de Vasco Fernandes Coutinho a Vila Velha, lugar al que llegaron primero los colonizadores. Pronto estos colonizadores prefirieron la isla a la tierra firme, debido a los peligros que en ella existían y sobre todo a los ataques de comerciantes franceses y neerlandeses. 
Durante la primera mitad del siglo XIX, Vitória seguía siendo solo una villa agrícola, con calles angostas y mal trazadas, debido a que la capital comercial de la zona en aquel tiempo era Cachoeiro de Itapemirim, y a que gran parte de los ingresos del comercio terminaban en Río de Janeiro. No fue sino hasta que se adoptó un gobierno republicano en 1892 que el gobernador decidió modernizar la capital del estado.

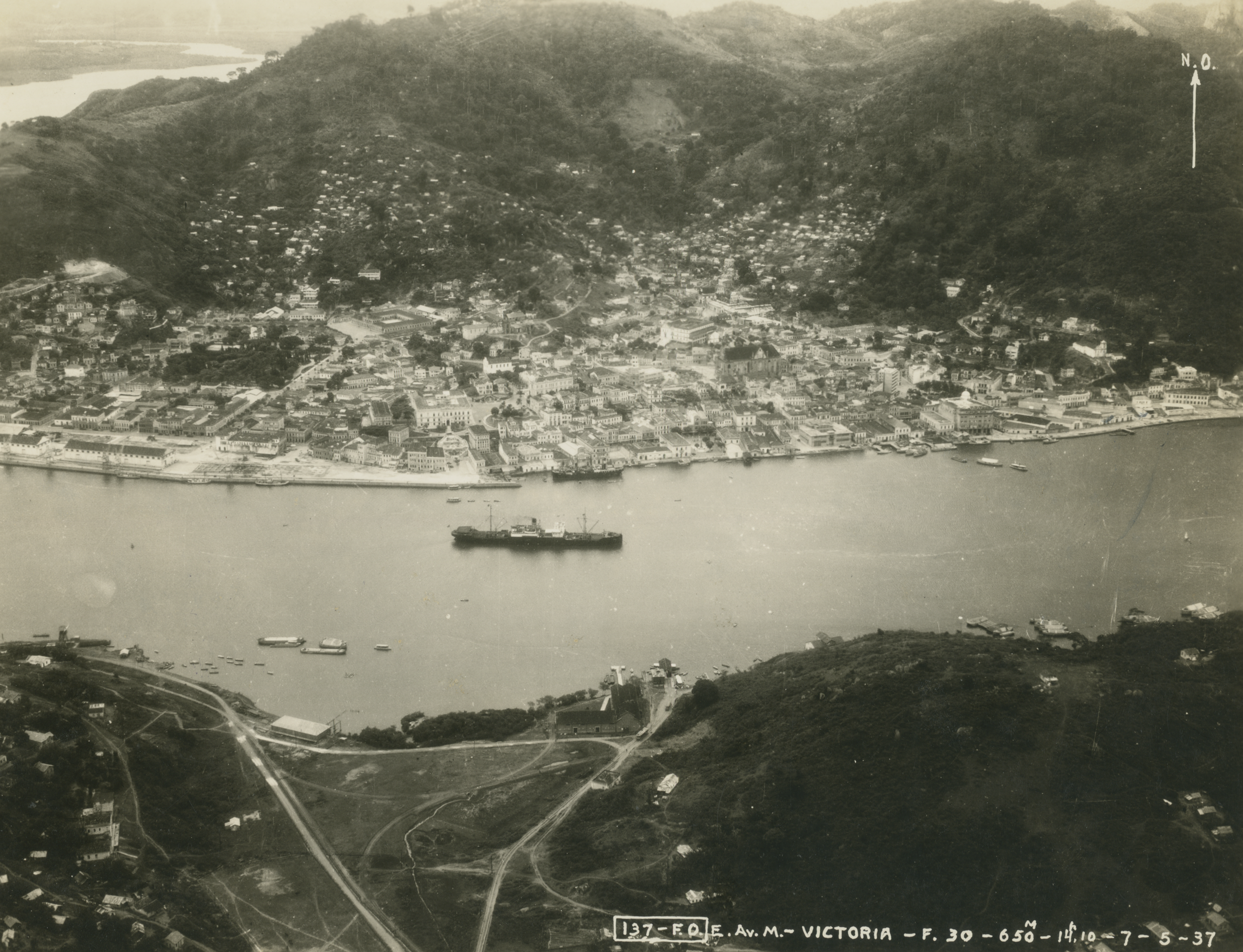
Vitória, 1937. Archivo Nacional del Brasil

En 1892 Muniz Freire estuvo en el poder durante dos periodos de cuatro años. Durante su mandato se pavimentaron calles, se planeó el crecimiento de la ciudad y se contrató un crédito por setecientos millones de francos franceses para la construcción de la línea de ferrocarril que une a Vitória con Cachoeiro de Itapemirim. Muniz Freire intentaba canalizar las exportaciones a través de la capital con el fin de promover su crecimiento. 
Para 1894 la ciudad mostraba un gran crecimiento debido a la actividad del puerto y a los altos precios del café, el cual era el principal artículo de exportación en ese tiempo. En 1908 Jerônimo Monteiro fue nombrado gobernador, y continuó con los trabajos de desarrollo urbano. Fue durante su mandato que Vitória sobrepasó a Cachoeiro de Itapemirim como centro comercial. Realizó proyectos como la construcción de escuelas, el parque Moscoso, el hospital de la Santa Casa da Misericordia, el cementerio Santo Antonio, los archivos públicos, la biblioteca estatal y el museo.
En 1927 un puente unió la isla al continente. En 1941 se construyó el primer muelle en la capital, con lo cual el puerto se desarrolló. En 1949 se hicieron terraplenes y se construyeron amplias avenidas. Después de esos cambios, la ciudad se convirtió en el más grande centro urbano de Espírito Santo. En 1970, el Puerto de Tubarão se convirtió en uno de los más importantes del país, y la capital empezó a industrializarse. La modernización de la isla generó la desaparición de casi todos los vestigios de colonia y del Imperio en la isla.

## Geografía
El litoral de la ciudad es muy recortado y, además de la larga costa, Vitória posee un 40 % del territorio ocupado por cerros, dificultando el crecimiento de las áreas urbanizadas y haciendo que el municipio tenga muchos barrios ricos y las ciudades vecinas, que poseen menor índice de desarrollo humano, más regiones suburbanas.

### Relieve y vegetación

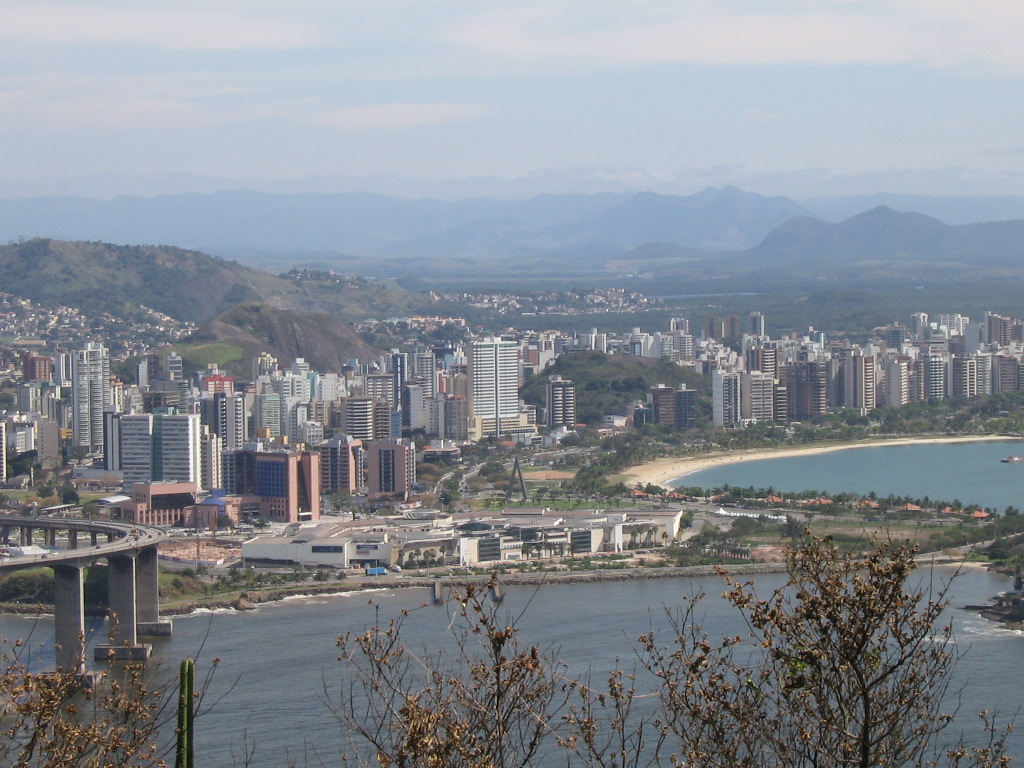
Vista de la ciudad de Vitória desde el Morro do Moreno.

El relieve de las islas es un prolongamiento del continente, de constitución granítica, circundado por el mar y áreas de manglar y restinga. El macizo central de la isla de Vitória, el morro da Fonte Grande, posee una altitud de 308,8 metros. Los principales afloramientos graníticos son la Piedra de los Dos Ojos, con 296 metros, y el morro de São Benedito, con 194 metros de altitud. El punto más alto de la ciudad es el pico do Desejado, en la Isla de Trinidad, con 601 metros de altitud.
La vegetación de la isla está compuesta por floresta tropical, también una vegetación en el litoral, con especies de fauna y flora. Parques, como el Augusto Ruschi, con una vegetación de mata atlántica, cuentan con diversas especies de plantas.

### Playas
La capital capixaba cuenta con diversas playas que no son extensas debido al tamaño de la isla. Entre las más conocidas, está la playa de Camburi, en la parte continental de la ciudad. Con seis kilómetros de extensión, es la playa más grande de Vitória, totalmente urbanizada y con una bella rambla, siendo la más frecuentada por los turistas a lo largo de los barrios de Jardim da Penha, Mata da Praia e Jardim Camburi. Actualmente cuenta con seis quioscos en funcionamiento y un puesto de informaciones turísticas durante la temporada de veraneo. Otras playas son la Curva da Jurema, que también cuenta con excelentes quioscos y está ubicada al lado del Shopping Vitória, las playas de la Ilha do Boi y la Praia da Castanheira, la Praia do Canto, entre otras.

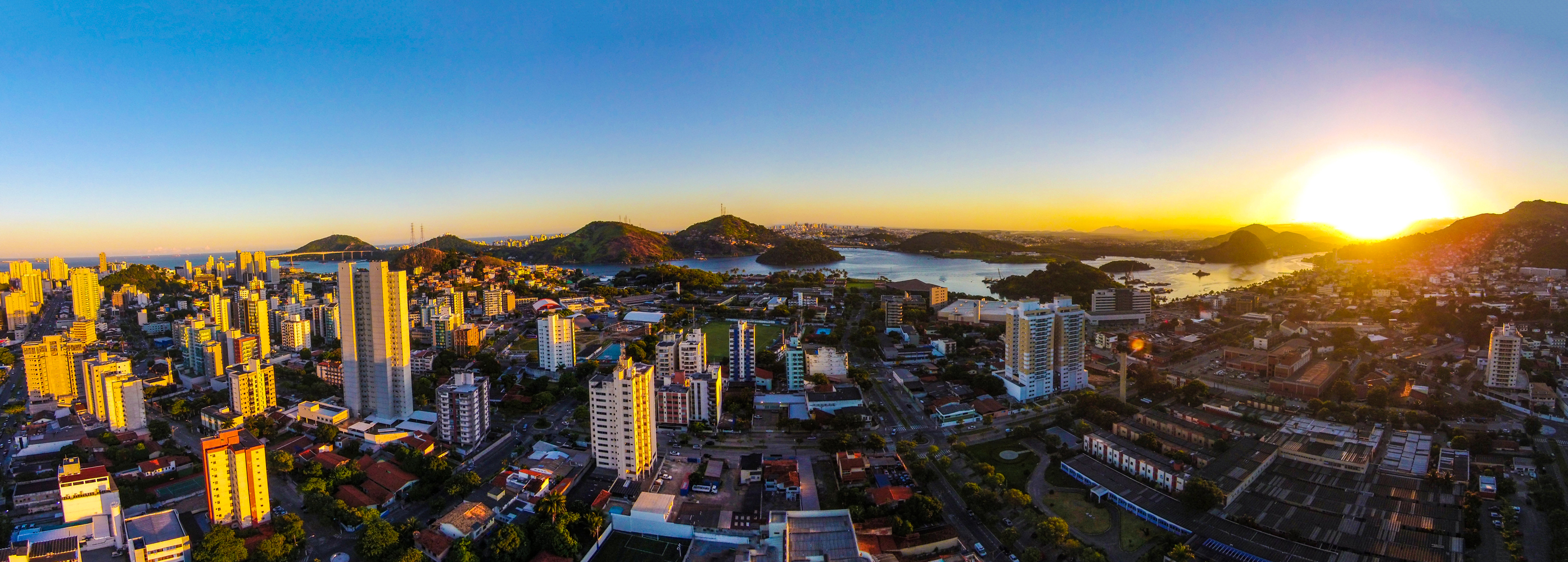
Panorámica de la ciudad de Vitória.

### Demografía
Vitória es la segunda capital brasileña con la mejor calidad de vida, según investigaciones de la Fundación Getulio Vargas, esta misma institución de investigación también afirma que Vitória es la 9.º mejor ciudad de Brasil para trabajar. La capital de Espírito Santo tiene el mayor ingreso per cápita entre las capitales de Brasil. Una encuesta del Observatório das Metrópoles, coordinado por la Universidad Federal de Río de Janeiro (UFRJ), reveló que el índice de bienestar urbano (Ibeu) de la ciudad de Vitória es el mejor indicador de las capitales.

### Clima
El clima de la ciudad es tropical, con temperatura media anual de 24 °C y precipitaciones principalmente en los meses de octubre y enero. Las temperaturas pueden variar mucho en invierno, pudiendo llegar a los 30 °C en épocas de grandes sequías y 20 °C cuando hay tempestades. Debido a la corriente fría de las Malvinas, Vitória empata con Río de Janeiro como capital brasileña con las menores tasas de precipitación pluviométrica, siendo que en la ciudad es de 1250 milímetros. Vitória también es la ciudad que presenta las menores amplitudes térmicas de todo el estado de Espírito Santo.
Vitória es una de las ciudades más calientes del estado de Espíritu Santo, debido a la contaminación, la gran aglomeración de edificios y además, la gran cantidad de montañas de la isla que bloquean el viento del sur que se produce tradicionalmente en los días fríos en el estado. Esto hace que la temperatura mínima en la ciudad sea de 2 °C más alta que en el resto del estado. Otro factor que contribuye a este fenómeno es el hecho de que llueve 350 mm menos que en el resto del estado. Esta variación térmica puede ser fácilmente observada mediante la comparación de las temperaturas de Vitória con la ciudad vecina de Vila Velha, durante todas las épocas del año, especialmente en invierno, en donde la mínima llega a ser 3 °C más baja que en Vitória.
| Máximas precipitação acumuladas registradas en 24 horas en Vitória (por meses)                   | Máximas precipitação acumuladas registradas en 24 horas en Vitória (por meses) | Máximas precipitação acumuladas registradas en 24 horas en Vitória (por meses) | Máximas precipitação acumuladas registradas en 24 horas en Vitória (por meses) | Máximas precipitação acumuladas registradas en 24 horas en Vitória (por meses) | Máximas precipitação acumuladas registradas en 24 horas en Vitória (por meses) |
| Mas                                                                                              | Acumulado                                                                      | Fecha                                                                          | Mes                                                                            | Acumulado                                                                      | Fecha                                                                          |
| ------------------------------------------------------------------------------------------------ | ------------------------------------------------------------------------------ | ------------------------------------------------------------------------------ | ------------------------------------------------------------------------------ | ------------------------------------------------------------------------------ | ------------------------------------------------------------------------------ |
| Enero                                                                                            | 182,2 mm                                                                       | 06/01/2004                                                                     | Julio                                                                          | 84,7 mm                                                                        | 10/07/1978                                                                     |
| Febrero                                                                                          | 103,6 mm                                                                       | 10/02/1983                                                                     | Agosto                                                                         | 60 mm                                                                          | 14/08/2005                                                                     |
| Marzo                                                                                            | 171,2 mm                                                                       | 19/03/2013                                                                     | Septiembre                                                                     | 77,8 mm                                                                        | 15/09/1996                                                                     |
| Abril                                                                                            | 138,2 mm                                                                       | 28/04/2011                                                                     | Octubre                                                                        | 141,4 mm                                                                       | 31/10/2014                                                                     |
| Mayo                                                                                             | 135,5 mm                                                                       | 18/05/1967                                                                     | Noviembre                                                                      | 113,3 mm                                                                       | 30/11/1983                                                                     |
| Junio                                                                                            | 196,9 mm                                                                       | 24/06/1969                                                                     | Diciembre                                                                      | 142,9 mm                                                                       | 04/12/1983                                                                     |
| Fuente: Red de datos del Instituto Nacional de Meteorología INMET (1961-1984 y 1992-a la fecha). |                                                                                |                                                                                |                                                                                |                                                                                |                                                                                |

## Cultura

### Teatros

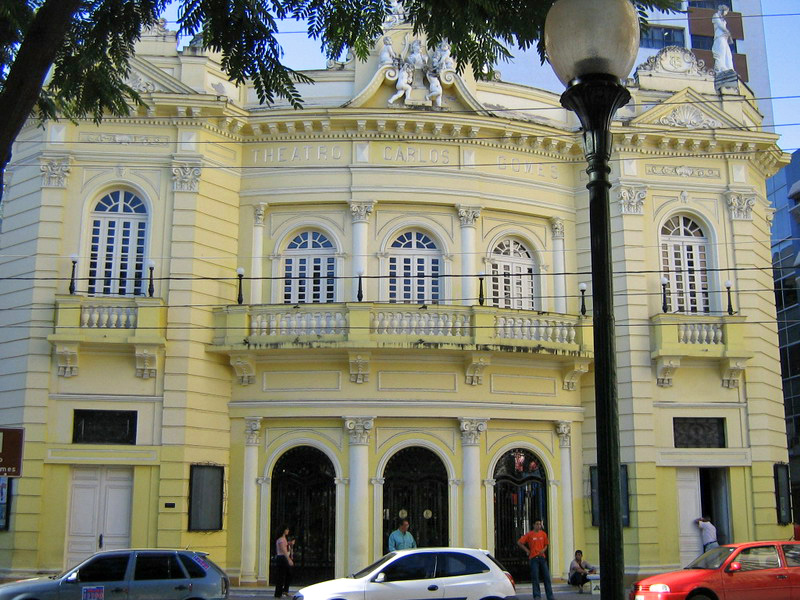
Teatro Carlos Gomes

- Theatro Carlos Gomes - Ubicado en la plaza Costa Pereira, centro de Vitória, fue construido en 1927. Su arquitectura fue inspirada en el Teatro de La Scala, de Milán (Italia), y proyectada por el arquitecto italiano André Carloni. La cúpula fue hecha por el artista plástico capixaba Homero Massena, en ella predomina el estilo neorrenacentista italiano.
- Teatro Universitario - Mantenido por la Universidad Federal de Espírito Santo, está ubicado en el campus de la universidad, en el barrio Goiabeiras.
- Teatro Sesi - Inaugurado en julio de 2000, denominado Espaço Cultural Rui Lima do Nascimento. Actualmente es el espacio tanto de espectáculos locales cuanto de nacionales y es uno de los principales espacios de arte teatral de Espirito Santo.

### Espectáculos

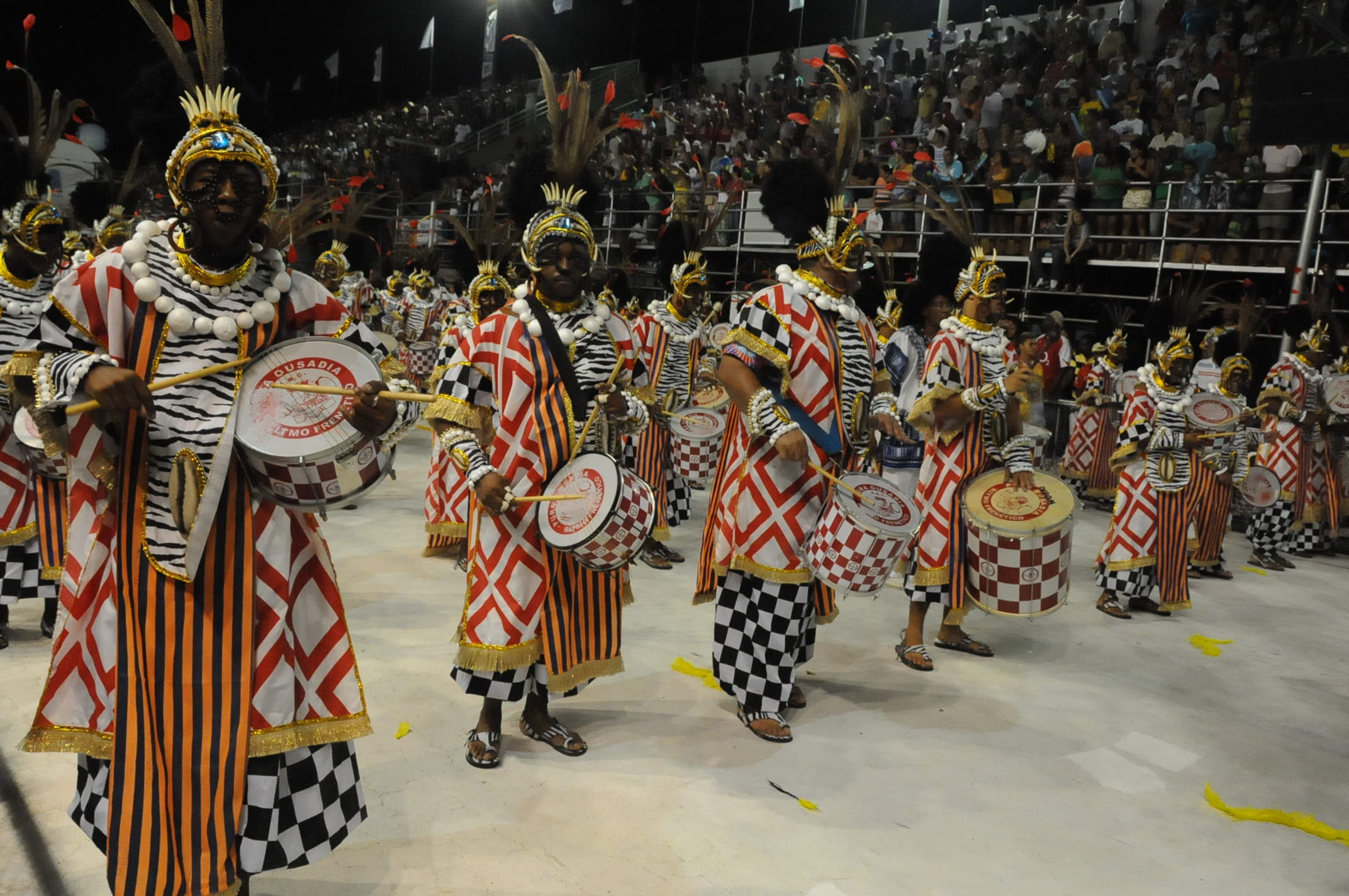
Carnaval de Vitória

Generalmente los espectáculos en la ciudad son hechos en la plaza del Papa, que tiene capacidad para aproximadamente 25 000 personas. La plaza del Papa, actualmente, es una de las áreas de ocio para la población. Varios también son realizados en el Ginásio Álvares Cabral, con capacidad para 6600 personas. 

### Carnaval
El Carnaval de Vitória es un evento cultural que tiene como su punto alto los desfiles de las catorce escuelas de samba de la Gran Vitória (diez del grupo especial y cuatro del acceso), siendo ocho del propio municipio. Los desfiles son realizados una semana antes del Carnaval de Río de Janeiro, en la pasarela del samba popularmente conocida como Sambão do Povo.

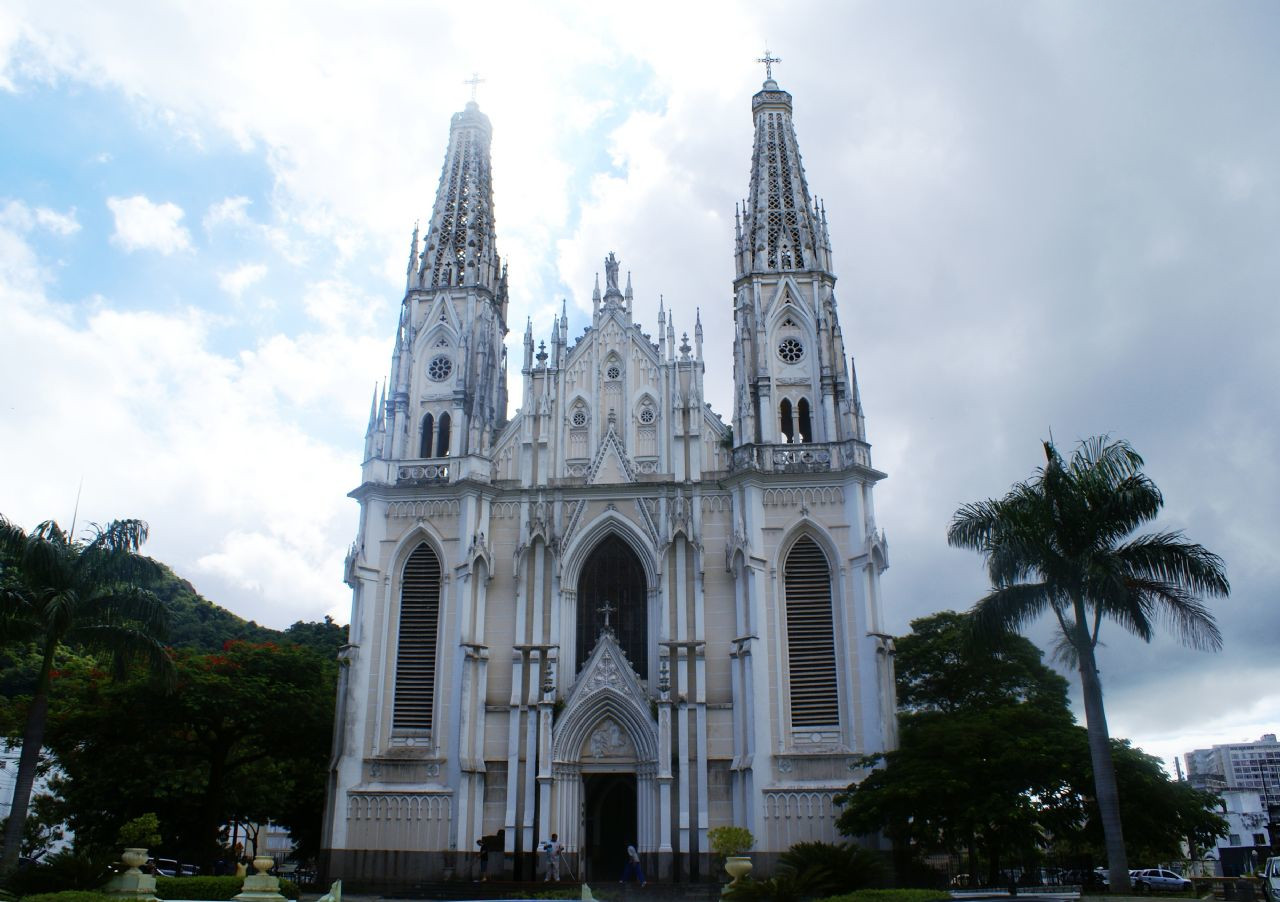
Catedral Metropolitana de Vitória

### Religión
El catolicismo es la religión más profesada en Vitória, como en todo el estado de Espírito Santo, y la de más grande influencia política y social. Nuestra Señora de la Peña es considerada por los católicos la patrona de Espírito Santo.
Entre los cristianos se destacan también los evangélicos de las iglesias Asambleas de Dios, Iglesia Cristiana Maranata e iglesia bautista. 
El número de adeptos del llamado cristianismo de frontera (Restauracionismo), con enseñanzas bien diferentes de las demás vertientes cristianas, crece rápidamente con los Testigos de Jehová y los Mormones, además de la gran representatividad ya establecida por la Iglesia Adventista del Séptimo Día.
Existe una pequeña comunidad griega en la ciudad, pertenecientes a la Iglesia Ortodoxa Griega, una considerable parcela de espíritas, seguidores del budismo, islamismo, rosacruz, Seichō-no-Ie, fe baha'í, Unión del Vegetal (Santo Daime), Umbanda, candomblé, entre otras.

### Puntos turísticos
Fundada en 1551, la ciudad de Vitória todavía preserva varias formas arquitectónicas de la época. Son casas, iglesias y palacios, la gran mayoría ubicados en el centro de la ciudad.
- Palacio Anchieta: construido por los jesuitas en el siglo XVI, abriga desde el siglo XVIII la sede del poder ejecutivo del estado de Espírito Santo. Situado frente al mar, con vista hacia el puerto de Vitória, la construcción guarda el túmulo simbólico del padre jesuita José de Anchieta y es una de las sedes de gobierno más antiguas de Brasil. Palacio Anchieta.

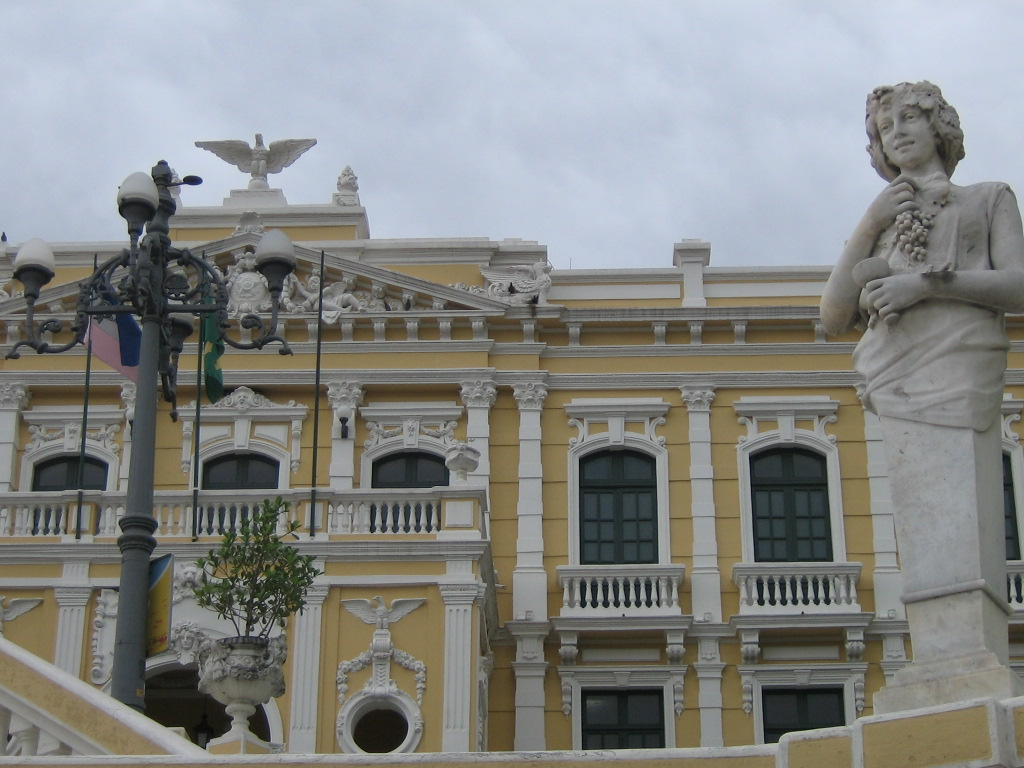
Palacio Anchieta.

- Ilha das Caieiras: tuvo origen con el primer donatario de la capitanía de Espírito Santo, Vasco Fernandes Coutinho, durante la colonización del estado.
- Fuerte de São João: edificado en siglo XVII, como defensa contra los invasores franceses, neerlandeses, españoles y piratas.
- Catedral metropolitana de Vitória: su construcción fue iniciada en la década de 1920. La catedral es un símbolo de la arquitectura histórica de la isla.
- Theatro Carlos Gomes: construido en la década de 1920, es un importante inmueble cultural y artístico.
- Escaleras de Vitória: la ciudad cuenta con bellas escaleras, entre las cuales la escalera «Bárbara Lindemberg», que fue construida en el siglo XX y está ubicada frente al Palacio Anchieta.
- Capilla de Santa Luzia: erguida en el siglo XVI, es la construcción más antigua de la ciudad.
- Iglesia de Nuestra Señora del Rosario: declarada patrimonio histórico, fue erguida en el siglo XVIII.
- Iglesia de San Gonzalo: construida en 1766 por la hermandad de Nuestra Señora del Amparo e de Buena Muerte.
- Iglesia y convento de Nuestra Señora del Monte Carmelo: fundada en 1682 por los padres carmelitas.
- Muelle de Yemanyá: localizado en la playa de Camburi, es un importante punto turístico de Vitória.
- Parque Moscoso: primer parque de Vitória, construido a fines del siglo XIX e inaugurado en 1912.
- Parque Pedra da Cebola: el parque fue implantado en noviembre de 1997, su nombre deriva de una piedra grande esculpida por la naturaleza que reposa sobre otra rocha que se asemeja a una cebolla.